# 模型选择
模型选择（英語：Model selection）是在给定数据的情况下，在一组候选模型中选定最优模型的过程。在最简单的情形之下，给定数据可以是已存在的数据。不过，在复杂的情形下，模型选择也可能牵涉到实验设计，以便能够收集数据来进行模型选择。诸多候选模型的预测或解释能力相近時，根据奥卡姆剃刀原则，最简单的模型往往是最好的选择，这有助于避免过拟合。
在做决策时，或是在不确定条件下进行优化时，模型选择也可以指代从大量计算模型中选取少数代表性模型的问题。